# Puig de l’Ofre
Der Puig de l’Ofre (auch Puig de Lofra) ist ein 1093 Meter hoher Berg im Gebirge der Serra de Tramuntana auf der spanischen Baleareninsel Mallorca. Er befindet sich im Gemeindegebiet von Escorca und ist einer der zehn höchsten Berge der Inselgruppe der Balearen. Er bildet den Übergang von der Serra de Son Torrella zur Serra d’Alfàbia. Seine fast perfekte Pyramide deutet darauf hin, dass er vulkanischen Ursprungs ist.

## Routen zum Gipfel
Der Puig de l’Ofre ist ein viel besuchter Aussichtsgipfel, er kann über verschiedene Routen bestiegen werden.
- Vom Cúber–Stausee über den Coll de l’Ofre (875 Meter).[1]
- Vom Cúber–Stausee über Sa Rateta (1113 Meter).[2]
- Von Fornalutx über die Quelle Na Martorella und Portell de Sa Costa.
- Von Biniaraix durch die Biniaraix–Schlucht (Barranc de Biniaraix) auf dem alten Pilgerweg, der zum Santuari de Lluc führt.[3]
- Vom Coll de Sóller über die Serra d’Alfabia.
- Vom Osten über den Pas de Maria.

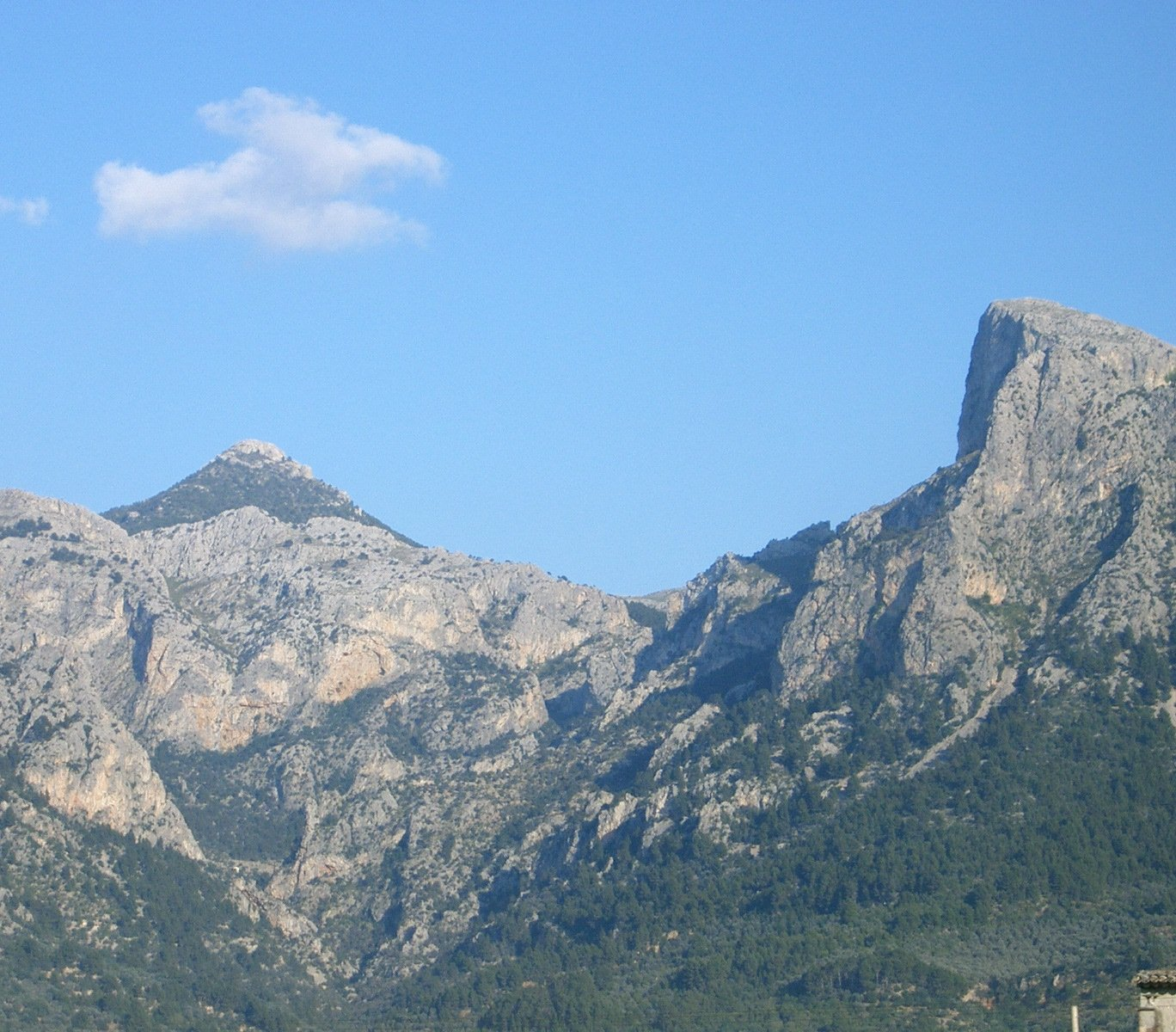
Blick zum Puig de l’Ofre aus dem Vall de Sóller (Tal von Sóller)
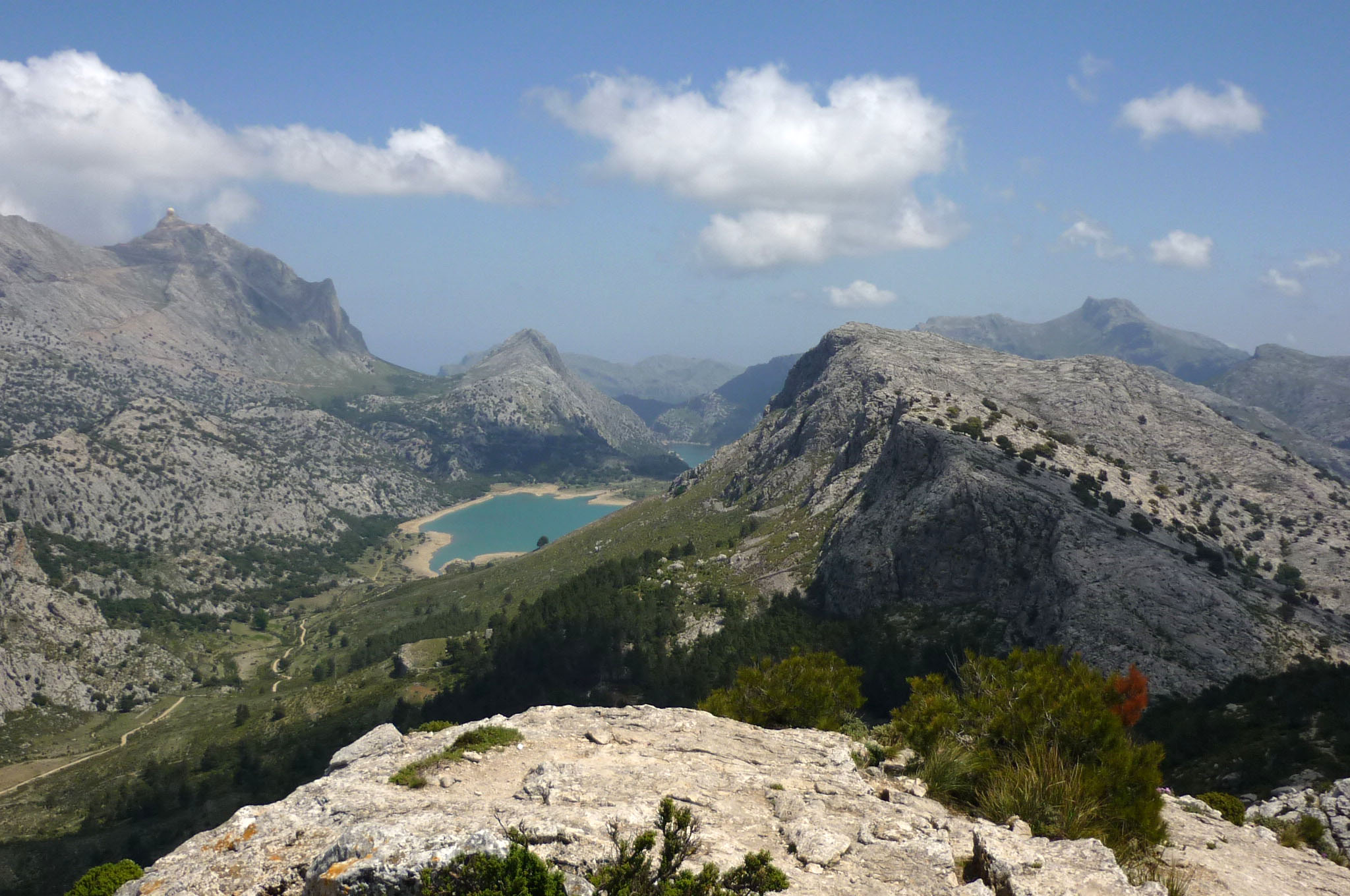
Blick vom Puig de l’Ofre zum Puig Major und Cúber-Stausee